# Мария Николова
Мария Николова (родена на 9 април 1951 г.) е българска плувкиня. Тя участва в три състезания на летните олимпийски игри през 1968 г.